# Żabieniec (roślina)
Żabieniec (Alisma L.) – rodzaj roślin z rodziny żabieńcowatych (Alismataceae). Należy tu 10–11 gatunków. Rośliny te występują na wszystkich kontynentach półkuli północnej, a jako introdukowane także południowej. W Polsce rosną trzy gatunki z tego rodzaju. Są to rośliny wodne i bagienne.
Żabieniec babka wodna Alisma plantago-aquatica wykorzystywany jest jako roślina ozdobna, lecznicza i jadalna.

## Rozmieszczenie geograficzne
Zasięg rodzaju obejmuje rozległe obszary Ameryki Północnej (na północ od Kalifornii, Teksasu i Georgii), całą Europę, północną Afrykę sięgając do jej części równikowej, Azję bez Półwyspu Arabskiego, Indyjskiego i Archipelagu Malajskiego. Jako introdukowane gatunki z tego rodzaju obecne są na półkuli południowej – w strefie umiarkowanej Ameryki Południowej, południowej Afryki i w Australii. W Europie rosną cztery gatunki, z czego trzy w Polsce:
- żabieniec babka wodna Alisma plantago-aquatica L., syn. A. plantago L.
- żabieniec lancetowaty Alisma lanceolatum With.
- żabieniec trawolistny Alisma gramineum Lej., syn. A. arcuatum Michalet

## Systematyka
Pozycja systematyczna
Jeden z rodzajów rodziny żabieńcowatych (Alismataceae) w obrębie rzędu żabieńcowców (Alismatales) należących do jednoliściennych.
Wykaz gatunków
- Alisma × bjoerkqvistii Tzvelev
- Alisma canaliculatum A.Braun & C.D.Bouché
- Alisma gramineum Lej. – żabieniec trawolistny
- Alisma × juzepczukii Tzvelev
- Alisma lanceolatum With. – żabieniec lancetowaty
- Alisma nanum D.F.Cui
- Alisma plantago-aquatica L. – żabieniec babka wodna
- Alisma praecox Skuratovicz
- Alisma rariflorum Sam.
- Alisma × rhicnocarpum Schotsman
- Alisma subcordatum Raf.
- Alisma triviale Pursh
- Alisma wahlenbergii (Holmb.) Juz.